# هفت دلاور (فیلم ۱۳۵۲)

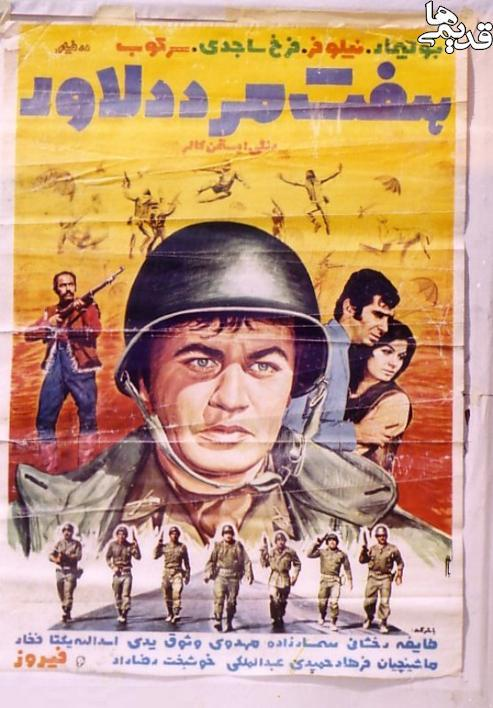
هفت مرد دلاور

هفت دلاور فیلمی به کارگردانی و نویسندگی منوچهر قاسمی محصول سال ۱۳۵۲ است.

## خلاصه فیلم
همزمان با اجرای قانون ارباب و رعیتی ارباب ستمگری (اصغر سمسارزاده) همراه با مباشر (غلامرضا سرکوب) و عواملش (نریمان شیری فرد) به مخالفت برمی‌خیزند. سالارخان (رضا رخشانی) موافق اجرای قانون است. اختلاف بین ارباب و سالارخان شدت می‌یابد و ارباب با ازدواج دخترش هنگامه (نیلوفر) و خداداد (فرخ ساجدی)، پسر سالارخان، مخالفت می‌کند. عوامل ارباب مأمور اجرای قانون (محسن مهدوی) را که نمی‌توانند او را با پرداخت رشوه به همکاری دعوت کنند، به قتل می‌رسانند. یک سروان ارتش (عبدالله بوتیمار) و چند سرباز کهنه‌کار (فیروز، ماشین چیان، طوفان ویدی) برای حفظ نظم به منطقه اغرام می‌شوند و با همکاری سالارخان و افرادش ارباب و مخالفان را از پا درمی‌آورند. سالارخان و افرادش ارباب و مخالفان را از پا درمی‌آورند. سالاخان به دست مباشر کشته می‌شود و خود او را گلوله سروان از پا درمی‌آید. پس از برقراری نظم هنگامه و خداداد پیمان زناشویی می‌بندند.

## بازیگران
- عبدالله بوتیمار
- نیلوفر
- فرخ ساجدی
- غلامرضا سرکوب
- منوچهر طایفه
- ابراهیم فخار
- اسدالله یکتا
- علی آخوندزاده
- یدالله محمدی‌نژاد
- ماشین‌چیان
- محسن مهدوی
- رضا رخشانی
- گیتی فروهر
- پروانه
- حسین صفاریان
- حسین ملکی
- اشراق
- اصغر سمسارزاده
- سلطان‌پور
- نریمان شیری‌فرد
- فرهاد خوشبخت
- افشین
- صمد
- محمد گیلانی
- تقی
- عزت‌الله وثوق
- انصاری
- اکبر نبات
- فیروز
- رضا صفایی‌پور